# Чемпионат Европы по шоссейному велоспорту 2016 — групповая гонка (женщины)

Групповая гонка среди женщин на Чемпионате Европы по шоссейному велоспорту прошла 17 сентября 2016 года. Среди женской элиты на Чемпионате Европы данное соревнование проводилось впервые. Одновременно разыгрывалась классификация среди женщин до 23-лет. Дистанция составила 111,2 км. Для участия в гонке были заявлены 121 спортсменка. На старт вышли 119, из которых финишировали 100.

Титул чемпионки Европы  завоевала испанский велогонщица из Нидерландов Анна ван дер Брегген, показавшая время 2ч 55' 55". На втором месте велогонщица из Польши Катаржина Невядома, на третьем -  итальянка Элиза Лонго Боргини, показавшие одинаковое время с победительницей.

### Итоговая классификация
| Место | Участник             | Страна       | Время      |
| ----- | -------------------- | ------------ | ---------- |
| 1 -   | Анна ван дер Брегген | (Нидерланды) | 2h 55' 55" |
| 2 -   | Катаржина Невядома   | (Польша)     | + 0"       |
| 3 -   | Элиза Лонго Боргини  | (Италия)     | + 0"       |
| 4     | Алёна Омелюсик       | (Белоруссия) | + 0"       |
| 5     | Раса Лелейвите       | (Литва)      | + 1"       |
| 6     | Джорджия Бронцини    | (Италия)     | + 12"      |
| 7     | Марианна Вос         | (Нидерланды) | + 12"      |
| 8     | Эмма Юханссон        | (Швеция)     | + 12"      |
| 9     | Сесиль Утруп Людвиг  | (Дания)      | + 12"      |
| 10    | Северин Эро          | (Франция)    | + 12"      |
|       |                      |              |            |
| 19    | Ольга Забелинская    | (Россия)     | + 26"      |
| 20    | Елизавета Ошуркова   | (Россия)     | + 26"      |
| 31    | Светлана Кузнецова   | (Россия)     | + 43"      |
| 46    | Анастасия Яковенко   | (Россия)     | + 56"      |
| 79    | Ксения Добрынина     | (Россия)     | + 10' 23"  |
| НФ    | Дарья Егорова        | (Россия)     |            |